# O’Shea Jackson Jr.
O’Shea Jackson Jr., más néven OMG (Los Angeles, 1991. február 24. –) amerikai színész, rapper és dalszerző. Ő Ice Cube legidősebb fia, aki játékfilmes debütálásában apját alakította a 2015-ös Egyenesen Comptonból című életrajzi filmben.

## Fiatalkora és tanulmányai
1991. február 24-én született a kaliforniai Los Angelesben O'Shea Jackson Sr., ismertebb nevén Ice Cube és Kimberly Woodruff gyermekeként. Jackson a San Fernando völgyben nőtt fel, és négy gyermek közül ő a legidősebb. Két öccse van, Darrell (szintén rapper) és Shareef, valamint egy húga, Kareema. Apjához hasonlóan Jackson is a William Howard Taft High Schoolba járt a kaliforniai Woodland Hillsben, ahol 2009-ben végzett. A Dél-kaliforniai Egyetemre járt, ahol forgatókönyvírást tanult, de abbahagyta, hogy színészi karrierjét folytathassa.

## Magánélete
Jacksonnak van egy lánya, Jordan Reign Jackson, aki 2017 augusztusában született volt barátnőjétől, Jackie Garciától. Rajong a profi birkózásért, az NHL-ben a Los Angeles Kingsért, az NFL-ben a Los Angeles Ramsért és a Pokémonért.

## Filmográfia

### Filmek
| Év   | Magyar cím                        | Eredeti cím                    | Szerep                      | Magyar hang         |
| ---- | --------------------------------- | ------------------------------ | --------------------------- | ------------------- |
| 2009 | Lepattant szervezők               | Janky Promoters                | DJ Dolla (cameo)            |                     |
| 2015 | Egyenesen Comptonból              | Straight Outta Compton         | Ice Cube                    | Horváth Illés       |
| 2017 | Ingrid új élete                   | Ingrid Goes West               | Daniel "Dan" Pinto          | Varga Rókus         |
| 2018 | Gengszterzsaruk                   | Den of Thieves                 | Donnie Wilson               | Horváth Illés       |
| 2019 | Csekély esély                     | Long Shot                      | Lance                       | Barabás Kiss Zoltán |
| 2019 | Godzilla II. – A szörnyek királya | Godzilla: King of the Monsters | Jackson Barnes törzszászlós | Király Attila       |
| 2019 | Just Mercy – A kegyelem ára       | Just Mercy                     | Anthony Ray Hinton          | Gacsal Ádám         |
| 2023 | Kokainmedve                       | Cocaine Bear                   | Daveed                      | Lukács Dániel       |
| 2025 | Gengszterzsaruk: Pantera          | Den of Thieves 2: Pantera      | Donnie Wilson               | Szabó Győző         |
| TBA  |                                   | Lone Wolf                      | ismeretlen szerep           |                     |

### Televíziós sorozatok
| Év        | Magyar cím        | Eredeti cím    | Szerep       | Megjegyzés                                             |
| --------- | ----------------- | -------------- | ------------ | ------------------------------------------------------ |
| 2018      | Tömény történelem | Drunk History  | DJ Kool Herc | 1 epizód                                               |
| 2021      | A tétel           | The Premise    | Cooper       | 1 epizód                                               |
| 2021      |                   | The Now        | Coop         | minisorozat (9 epizód)                                 |
| 2021–2023 |                   | Swagger        | Ike          | főszerep (18 epizód)                                   |
| 2022      | Obi-Wan Kenobi    | Obi-Wan Kenobi | Kawlan Roken | - minisorozat (3 epizód) - magyar hangja - Gacsal Ádám |